# GSO 사영
글리오치-셰르크-올리브 사영(Gliozzi-Scherk-Olive 射影) 또는 GSO 사영은 라몽-느뵈-슈워츠(RNS) 초끈을 양자화할 때 물리적인 상태를 고르는 데 필요한 사영이다. GSO 사영을 하지 않으면 일관적인 이론을 얻을 수 없다. 이는 사영하지 않은 초끈은 그래비티노를 포함하나, 입자 스펙트럼은 시공 초대칭을 만족하지 않기 때문에 와인버그-위튼 정리에 어긋나기 때문이다.

## 정의
초끈 이론의 라몽-느뵈-슈워츠 구성(영어: Ramond–Neveu–Schwarz formalism)을 생각하자. 이 경우, 끈의 세계면 위에는 2차원 {\displaystyle {\mathcal {N}}=(1,1)} 초등각 장론이 존재한다. 아무런 사영을 가하지 않으면, 그 분배 함수는 일반적으로 모듈러 군의 작용에 대하여 불변이지 않아, 이 초등각 장론은 양의 종수를 갖는 리만 곡면 위에 대하여 정의될 수 없다. 이는 초끈 이론에서 양자 효과(고리를 갖은 파인먼 도형)를 고려할 수 없음을 의미한다. 또한, 아무런 사영을 가하지 않으면 시공간의 스펙트럼은 초대칭을 따르지 않는다.
이 문제를 해결하기 위하여, 세계면 힐베르트 공간의 ‘절반’을 물리적이지 않은 것으로 간주하게 된다. 이 과정을 GSO 사영이라고 한다. 닫힌 초끈 이론에는 네 가지의 가능한 GSO 사영이 있는데, 이에 따라 각각 ⅡA, ⅡB, 0A, 또는 0B 이론을 얻는다.
- IIA 이론은 두 개의 그래비티노를 포함하고, 그 스펙트럼은 10차원 {\displaystyle {\mathcal {N}}=(1,1)} 초대칭을 따른다.
- IIB 이론은 두 개의 그래비티노를 포함하고, 그 스펙트럼은 10차원 {\displaystyle {\mathcal {N}}=(2,0)} 초대칭을 따른다.
- 0A 이론은 그래비티노를 포함하지 않으며, 그 스펙트럼은 10차원에서 아무 초대칭을 갖지 않는다.
- 0A 이론도 그래비티노를 포함하지 않으며, 그 스펙트럼은 10차원에서 아무 초대칭을 갖지 않는다.

GSO 사영은 여러 일관성 조건을 만족하여야 한다. 즉, 만약 사영에 의하여 보존되는 연산자의 집합을 A라고 하면, A는 다음을 만족하여야 한다.
- A는 연산자 곱 전개 (OPE)에 대하여 닫혀 있다.
- A의 OPE는 분지 절단(branch cut)을 지니지 않는다.
- 원환면에서, A의 OPE는 모듈러 군 PSL(2,ℤ)에 대하여 불변이다.

### Ⅱ종 GSO 사영
느뵈-슈워츠 상태는 일반적으로 다음과 같은 꼴이다.
{\displaystyle b_{-r_{1}}^{n_{1}}b_{-r_{2}}^{n_{2}}\dotsm b_{-r_{k}}^{n_{k}}|0_{\text{NS}}\rangle }
여기서
{\displaystyle r_{1},\dotsc ,r_{k}\in \{1/2,3/2,5/2,\dotsc \}}
{\displaystyle n_{1},\dotsc ,n_{k}\in \{1,2,3,\dotsc \}}
이다. 이 경우 연산자
{\displaystyle G_{\text{NS}}=(-)^{F_{\text{NS}}+1}}
{\displaystyle F_{\text{NS}}=\sum _{r=1/2}^{\infty }b_{-r}b_{r}}
를 정의하자. 그렇다면, 느뵈-슈워츠 상태를 
{\displaystyle G_{\text{NS}}=\pm 1}
인지 여부로 분류할 수 있다. 이 상태들을 NS±로 표기하자.
마찬가지로, 라몽 상태는 일반적으로 다음과 같은 꼴이다.
{\displaystyle b_{-r_{1}}^{n_{1}}b_{-r_{2}}^{n_{2}}\dotsm b_{-r_{k}}^{n_{k}}|0_{\text{R}}^{\mu }\rangle }
{\displaystyle r_{1},\dotsc ,r_{k}\in \{1,2,3,\dotsc \}}
{\displaystyle n_{1},\dotsc ,n_{k}\in \{1,2,3,\dotsc \}}
이 경우
{\displaystyle G_{\text{R}}=\Gamma _{11}(-)^{F_{\text{R}}}}
{\displaystyle F_{\text{R}}=\sum _{r=1}^{\infty }d_{-r}d_{r}}
를 정의하자. 그렇다면, 라몽 상태를 
{\displaystyle G_{\text{R}}=\pm 1}
인지 여부로 분류할 수 있다. 이 상태들을 R±로 표기하자.
닫힌 끈 이론의 세계면 초등각 장론의 상태는 왼쪽 상태와 오른쪽 상태의 순서쌍이다. 이 경우, 가능한 GSO 사영들은 다음 표의 각 행에 대응한다.

+ 가능한 GSO 사영

| 이름 | 포함하는 상태 | 포함하는 상태 | 포함하는 상태 | 포함하는 상태 |
| ---- | ------------- | ------------- | ------------- | ------------- |
| ⅡA   | (NS+,NS+)     | (R+,R−)       | (R+,NS+)      | (NS+,R−)      |
| ⅡA   | (NS+,NS+)     | (R−,R+)       | (R−,NS+)      | (NS+,R+)      |
| ⅡB   | (NS+,NS+)     | (R+,R+)       | (R+,NS+)      | (NS+,R+)      |
| ⅡB   | (NS+,NS+)     | (R−,R−)       | (R−,NS+)      | (NS+,R−)      |
| 0A   | (NS+,NS+)     | (NS−,NS−)     | (R+,R−)       | (R−,R+)       |
| 0B   | (NS+,NS+)     | (NS−,NS−)     | (R+,R+)       | (R−,R−)       |

여기서, ⅡA(또는 ⅡB)를 얻으려면 두 가지 가능한 GSO 사영이 존재하며, 이들은 각각 서로 동치인 초끈 이론을 정의한다. 각 GSO 사영은 총 16=(2×2)2개의 상태 가운데 오직 네 개를 고른다.

## 역사
페르디난도 글리오치(이탈리아어: Ferdinando Gliozzi), 조엘 셰르크, 데이비드 이언 올리브(영어: David Ian Olive)가 1976년에 도입하였다.